# Joan el Catolicós
Joan el Catolicós o Joan de Drasxanakert (armeni: Հովհաննես Դրասխանակերտցի) va ser un historiador i patriarca (catolicós) armeni nascut a mitjans del segle ix, que va escriure una Història d'Armènia que va ser impresa a finals del segle xvii. Drasxanakert era un lloc proper a Dvin, i se'l va anomenar Patmaban (‘l'Historiador’).
A la mort del patriarca Mashtots I d'Elivard (13 d'octubre del 899) va ser elegit catolicós, ja que era el seu deixeble, amb el nom de Joan V, i que ha passat a la història com Joan el Catolicós. Ocupà la seu fins a la seva mort el 931. Va traslladar la seu de l Església Armènia, de Dvin, on s'havia instal·lat sota el domini àrab, a Baspracània l'any 924, amb el permís del califa.